# Nellikerevolutionen
Nellikerevolutionen (portugisisk, Revolução dos Cravos) var en stort set ublodig militærledet revolution, som startede 25. april 1974 i Lissabon, Portugal. Revolutionen førte til det autoritære diktaturs fald og indførelse af demokrati efter en toårig overgangsperiode kendt som PREC (Processo Revolucionário Em Curso). Overgangsperioden var præget af social uro og magtkamp mellem den politiske højre- og venstrefløj. Selv om styrker loyale mod den siddende regering dræbte 4 mennesker, før de overgav sig, var revolutionen usædvanlig, fordi de revolutionære ikke brugte direkte vold for at opnå det, de ønskede. Udstyret med røde nelliker (cravos på portugisisk) overbeviste indbyggerne de regeringsloyale soldater om at overgive sig. Det betød afslutningen på Estado Novo, det længst varende autoritære regime i Vesteuropa (men ikke det sidste til at falde, Francisco Franco sad på magten i Spanien til sin død i 1975). Revolutionen bliver ofte omtalt som o dia vinte e cinco de Abril (den 25. april).